# Tetraneuris scaposa
Tetraneuris scaposa là một loài thực vật có hoa trong họ Cúc. Loài này được (DC.) Greene miêu tả khoa học đầu tiên năm 1898.